# NGC 1405
NGC 1405 é uma galáxia lenticular (S0) localizada na direcção da constelação de Eridanus. Possui uma declinação de -15° 31' 51" e uma ascensão recta de 3 horas, 40 minutos e 19,0 segundos.
A galáxia NGC 1405 foi descoberta em 1886 por Frank Leavenworth.